# Michel Maisonneuve
 (juin 2009).
Si vous disposez d'ouvrages ou d'articles de référence ou si vous connaissez des sites web de qualité traitant du thème abordé ici, merci de compléter l'article en donnant les références utiles à sa vérifiabilité et en les liant à la section « Notes et références ».
Pas d'image ? Cliquez ici
 Michel Maisonneuve, né le 16 juin 1955 à Clichy (Hauts-de-Seine) et mort le 6 juillet 2014 à Paris, est un pilote automobile français.

## Biographie
Michel Maisonneuve s'est illustré en coupe R5, Formule Renault, en Formule 3, Trophée Andros, Rallycross, Porsche turbo cup, Porsche carrera cup, super tourisme BMW M3 du garage du bac et aux 24 Heures du Mans où il a participé à six reprises sur WM Peugeot (Dorchy), Spice Cosworth du Graff Racing, Calloway, Venturi 500 LM (avec Jacques Laffite et Christophe Dechavanne), Porsche GT 2.
Michel Maisonneuve a créé sa propre école de pilotage, puis avec l'aide de Jean-Claude Fabre (France Auto/JACADI), monté un volant Porsche Carrera Cup, premier volant Porsche privé organisé en France puis une école de pilotage Porsche carrera cup. C'est dans cette équipe qu'il rencontre Philippe Coudert et ils travailleront ensemble pendant plus de 15 ans en école de pilotage sur circuit avec une grande spécialisation Porsche. Mais ils ont également travaillé tous les deux dans la structure BSA André Bernard à Crémieu sur des Hommell au tout début puis sur des Lotus Elise et très rapidement, leurs pédagogies professionnelles, décontractées et théâtrales ainsi que leurs baptêmes de pilotage roues dans roues en mélangeant le pilotage circuit et rallye rendront B.S.A. incontournable.[Interprétation personnelle ?]
Michel Maisonneuve a pendant quatre ans assuré la formation du GSPR à la conduite défensive et offensive.[réf. nécessaire]
Il avait tourné des scènes pour une série télévisée, Formule 1, et pour Taxi 2 de Luc Besson.[réf. nécessaire] Il avait créé une association de pilotage.

## Palmarès
- Vainqueur du trophée 505 turbo en 1986[5]
- Vainqueur du trophée Porsche 944 turbo Cup France en 1989 et 1990[6]